# Turkey Blocks
Turkey Blocks (auch TurkeyBlocks.org) ist ein unabhängiges Monitoring-Projekt, das sich mit der Presse- und Internetzensur in der Türkei auseinandersetzt. Die Organisation beschreibt sich als unabhängig und überparteilich und hat das Ziel, die Meinungsfreiheit und Berichterstattung in und aus der Türkei zu verbessern.

## Geschichte
Die Organisation wurde 2015 gegründet und wird überwiegend von Ehrenamtlichen betrieben.
In den Jahren 2015 und Juli 2016 identifizierte die Organisation bisher acht getrennte Vorfälle der Massenzensur von Onlinemedien, die sich meist unmittelbar nach Terroranschlägen unter dem Vorhalt der Verhängung von Nachrichtensperren ereigneten. Blockiert wurden beispielsweise Twitter und Facebook für Stunden oder Tage.
Am 29. April 2017 berichtete die Organisation über die Blockade aller Sprachversionen der Wikipedia von der Türkei aus, mit der eine Änderung von Inhalten, die die Türkei betreffen, erreicht werden soll.
Die Arbeit von Turkey Blocks wird international wahrgenommen. Turkey Blocks wurde am 19. April 2017 mit dem Digital Award für Meinungsfreiheit des Index on Censorship ausgezeichnet.